# Guépard (Schiff)
Die Guépard war ein Großzerstörer der französischen und später (ab 1940) der vichy-französischen Marine, der während des Zweiten Weltkrieges zum Einsatz kam und der 1942 von der eigenen Besatzung im Hafen von Toulon versenkt wurde, um eine Übernahme des Schiffes durch deutsche Truppen zu verhindern. Das Schiff wurde nach der Raubkatze Gepard benannt (französisch: Guépard). Der am 14. März 1927 in Lorient auf Kiel gelegte Zerstörer gehörte der Guépard-Klasse an und war zugleich das erste und diesbezüglich auch das Typschiff dieser aus sechs Einheiten bestehenden Klasse. Das 1925 bewilligte Schiff lief am 19. April 1928 von Stapel und wurde schließlich am 13. August 1929 in Dienst gestellt.

## Technik und Modifikationen

### Bewaffnung
Die Hauptartillerie der Guépard bestand aus fünf 13,86-cm-Geschützen L/40 des Modells 1923 in Einzelaufstellung. Diese Kanone konnte eine 40,4 Kilogramm schwere Granate über eine maximale Distanz von 19.000 m feuern. Obgleich dieses Geschütz somit den 12-cm- und 12,7-cm-Zerstörerkanonen anderer in den Zweiten Weltkrieg involvierter Nationen hinsichtlich des Geschossgewichtes sowie der Reichweite deutlich überlegen war, war die Feuerrate des 13,86-cm-Geschützes mit etwa fünf bis sechs Schuss in der Minute wiederum sehr niedrig; so besaß etwa das von der deutschen Kriegsmarine auf den Zerstörern der Klasse 1934 genutzte 12,7-cm-Geschütz L/45 (C/34) eine Feuerrate von 15 bis 18 Schuss pro Minute (wenngleich auch das Geschossgewicht bei nur 27,4 Kilogramm lag). Selbst die, zumindest hinsichtlich des Kalibers, vergleichbare japanische 14-cm-Kanone des Typs 3 erreichte bei einem Geschossgewicht von 38 Kilogramm eine Kadenz von bis zu zehn Schuss in der Minute.
Die Flugabwehrbewaffnung setzte sich bei der Indienstnahme aus vier 3,7-cm-Flak (L/60) des Modells 1925 in Einzelaufstellung (je zwei Kanonen standen zu beiden Seiten des achteren Schornsteins) und vier schweren 13,2-mm-Maschinengewehren zusammen. Im Rahmen eines Werftaufenthaltes 1941 wurden sämtliche 3,7-cm-Flak ausgebaut und durch sechs 3,7-cm-Kanonen des moderneren Modells 1933 (L/50) in drei Doppellafetten ersetzt. Zudem wurde die Zahl der 13,2-mm-Maschinengewehre von vier auf sechs erhöht (ebenfalls in drei Doppellafetten).
Die Torpedobewaffnung bestand aus sechs 55-cm-Torpedorohren in zwei Drillingsrohrsätzen. Mit einem Gewicht von 2.068 Kilogramm war der aus diesen Rohren abgefeuerte Torpedo (Modell 23DT) einer der schwersten des Zweiten Weltkrieges, der hinsichtlich des Gewichts nur noch von dem japanischen Typ-93-Torpedo übertroffen wurde. Die Reichweite des 23DT-Torpedos lag bei 9.000 m (bei 39 kn) oder bei 13.000 m (bei 35 kn). Im Rahmen eines Werftaufenthaltes 1941 kam einer der Drillingsrohrsätze von Bord, um Platz für zusätzliche Flugabwehrkanonen zu schaffen.

### Maschinenanlage
Die Antriebsanlage der Guépard bestand aus vier Penhoët-Kesseln und zwei Parsons-Turbinen, die zwei Schraubenwellen ansteuerten. Gemäß der Planungsvorgaben hätte die Maschine 64.000 WPS leisten und dem Schiff damit eine Höchstgeschwindigkeit von 35,5 kn ermöglichen sollen. Bei Testfahrten zeigte sich indessen, dass die Maschinenanlage weitaus leistungsfähiger war. Ende März 1929 konnte die Guépard während eines Maschinentests eine Höchstgeschwindigkeit von 38,46 kn (etwa 71 km/h) erreichen; die Antriebsleistung lag bei 73.738 WPS. Gleichwohl allerdings wurde dieses Rekordergebnis nicht mit der vollen Einsatzverdrängung von 3.220 ts erzielt, sondern nur mit einer Wasserverdrängung von etwa 2.600 ts. Es ist infolgedessen davon auszugehen, dass die spätere Einsatzhöchstfahrt niedriger und schätzungsweise bei rund 36 bis 37 kn lag, womit die Werftplanungen aber immer noch übertroffen wurden.

## Einsatzzeit

### 1929 bis 1939: Vorkriegsjahre
Im Rahmen der Erprobungsfahrten verließ die Guépard Mitte September 1929 Lorient und besuchte zwischen September und Ende November 1929 unter anderem San Sebastián, Toulon, Bizerta und Tarent. Zwischen dem 29. November und dem 20. Dezember 1929 zeitweilig in die Adria beordert, wobei unter anderem Šibenik, Dubrovnik und Kotor angelaufen wurden, erfolgte im Frühjahr 1930 eine ausgedehnte Besuchsreise entlang der Westküste Afrikas. Hierbei lief die Guépard, in Begleitung der Leichten Kreuzer La Motte-Picquet und Primauguet sowie zweier Zerstörer, Casablanca, Dakar und Conakry an. Ab Mai 1930 bildete das Schiff, zusammen mit den Schwesterschiffen Valmy und Verdun, die in Toulon stationierte 7. Division (7ème DL, 7ème division légère) der Zerstörerkräfte, die ab April 1931 noch durch den Großzerstörer Vauban ergänzt wurde.
Zwischen Sommer 1931 und Frühjahr 1934 war die Guépard im Mittelmeer eingesetzt und führte hierbei vor allem Repräsentations- und Manövermissionen durch. So besuchte der Zerstörer, oftmals gemeinsam mit anderen Schiffen der 7. Division, Ajaccio, Alicante, Oran und Thessaloniki. Ab Spätjahr 1934 operierte die Guépard im östlichen Mittelmeer und absolvierte dabei Manöver vor Rhodos und Beirut.
Nach einer Werftüberholung in Toulon 1935/36 wurde der Zerstörer ab August 1936 vor der Küste Spaniens, wo im Juli der Bürgerkrieg zwischen Regierung und rechtsgerichteten Putschisten ausgebrochen war, im Rahmen des französischen Beitrags zur internationalen Überwachung der dortigen Seewege eingesetzt. Die Guépard, mittlerweile Teil der 13. Division (13ème DL, 13ème division légère), patrouillierte dabei zeitweilig vor Barcelona, Valencia und Cartagena, wobei im Frühjahr 1937 die 13. Division zur 3. Division der Torpedoboot-Zerstörer (3ème DCT, 3ème division de contre-torpilleurs) umdeklariert wurde. Die Einsätze vor der spanischen Küste endeten im Januar 1939.
Im Sommer 1939 wurde die Guépard, gemeinsam mit drei Kreuzern und acht weiteren Zerstörern, zu Sicherungsaufgaben zwischen Korsika, Sardinien und der algerischen Küste herangezogen. Grund dafür waren die wachsenden Spannungen zwischen Frankreich und Italien, das im April 1939 Albanien annektiert hatte.

### Zweiter Weltkrieg
Nach Ausbruch des Zweiten Weltkriegs im September 1939 verblieb die in Toulon liegende Guépard, ab Dezember 1939 unter dem Kommando von Capitaine de Vaisseau Raymond Émile Gervais de Lafond stehend, vor allem im Kontext des sogenannten Sitzkrieges, zunächst für knapp vier Monate untätig im Hafen. Erst im Januar 1940 unternahm die französische Flottenführung den Versuch, die großen Zerstörer in der Nordsee und vor der belgischen Küste zum Einsatz zu bringen. Während des Anmarsches wurden die Guépard und ihr Schwesterschiff Valmy zeitweilig zur Sicherung des alliierten Geleitzuges OA-80G abkommandiert. Hierbei gelang der Guépard am 30. Januar 1940, gemeinsam mit der Valmy und dem britischen Zerstörer Whitshed sowie der Sloop Fowey, etwa 50 Seemeilen südwestlich der Scilly-Inseln die Versenkung des deutschen U-Bootes U 55. Das U-Boot wurde durch Wasserbomben zum Auftauchen gezwungen und schließlich durch Artilleriefeuer versenkt. Ein deutscher U-Boot-Fahrer kam dabei ums Leben, 41 Seeleute wurden gerettet.
Das Vorhaben, die Großzerstörer in der Nordsee zum Einsatz zu bringen, endete allerdings mit einem Misserfolg, da zwei der Schiffe, darunter die Guépard, durch Grundberührungen nahe Nieuwpoort erheblich beschädigt und infolgedessen im März und April 1940 über Cherbourg und Brest nach Toulon zurückbeordert wurden.
Die Ausbesserungsarbeiten dauerten bis Juni 1940, was zur Folge hatte, dass die Guépard bis zur Niederlage Frankreichs und zum daraus resultierenden Waffenstillstand von Compiègne nicht mehr zum Einsatz kam. Das im Hafen von Toulon liegende Schiff verblieb in der Marine des Vichy-Staates. Gemeinsam mit dem Schlachtschiff Strasbourg, den Schweren Kreuzern Algérie, Foch und Dupleix, den Leichten Kreuzern Marseillaise und La Galissonnière sowie acht Zerstörern bildete die Guépard ab September 1940 die in Toulon stationierten vichy-französischen Hochseestreitkräfte (FHM, forces de haute mer). Zwischen Herbst 1940 und Frühjahr 1941 lief dieser Verband aber zu keinen größeren Einsätzen aus.

#### 1941: Einsätze vor der syrischen Küste
Erst im Mai 1941, im Rahmen der beginnenden britisch-freifranzösischen Offensive gegen Syrien, wurde die Guépard – zusammen mit zwei weiteren Zerstörern – in ihren ersten und einzigen Kampfeinsatz gegen Überwasserstreitkräfte verwickelt. Nach der alliierten Offensive lief der Zerstörer, zumeist zwischen Toulon und den im vichy-französisch kontrollierten Mandatsgebiet liegenden Häfen Beirut und Tripolis pendelnd, wiederholt ins östliche Mittelmeer aus. Während dieser Versorgungsfahrten, wobei zumeist Munition transportiert wurde, geriet die Guépard, zusammen mit ihrem Schwesterschiff Valmy, mehrfach ins Gefecht mit den britischen Blockadekräften vor Ort.
Am 9. Juni 1941 trafen die Guépard und die Valmy dabei vor Beirut auf die beiden britischen Zerstörer Janus und Jackal. In einem kurzen Gefecht wurde die Janus von fünf 13,86-cm-Granaten getroffen und musste erheblich beschädigt – unter anderem hatte eine Granate direkt die Brücke getroffen – das Gefechtsfeld verlassen. An Bord des britischen Schiffes gab es 13 Tote und 13 Verwundete. Die Jackal erhielt einen Treffer, der jedoch keine Opfer forderte. Da weitere britische Zerstörer sich dem Gefechtsfeld näherten, zogen sich die beiden Vichy-Schiffe nach Beirut zurück. Lediglich die Guépard war durch einen Nahtreffer leicht beschädigt worden.
Bei einem weiteren Gefecht vor Beirut am 22. Juni 1941 mit dem neuseeländischen Leichten Kreuzer Leander und zwei britischen Zerstörern, wurde die Guépard von einer 15,2-cm-Granate des Kreuzers getroffen, erlitt aber nur geringe Schäden und keine Personalverluste. Der Zerstörer verfeuerte im Gegenzug 60 13,86-cm-Granaten und erzielte einen Treffer auf dem Kreuzer, der sich allerdings als Blindgänger erwies und nur leichte Schäden verursachte.
Nach dem Ende der Kampfhandlungen in Syrien Anfang Juli 1941 verlegte die Guépard nach Toulon zurück. Bis zur Zerstörung des Schiffes im November 1942 fanden keinen nennenswerten Operationen mehr statt.

## Untergang und Verbleib
Im Kontext der deutschen Besetzung Vichy-Frankreichs im November 1942 rückte die Wehrmacht auch in Toulon ein und versuchte, die dort liegenden vichy-französischen Flottenkräfte unter deutsche Kontrolle zu bringen. Um dieser Absicht zuvorzukommen, versenkte sich die Vichy-Flotte selbst. Als am Morgen des 27. November 1942 deutsche Einheiten in den Hafen von Toulon eindrangen, wurde die Guépard um 6.10 Uhr von der eigenen Besatzung durch mehrere Sprengladungen schwer beschädigt. Der Großzerstörer kenterte daraufhin nach Backbord und sank auf den Grund des Hafens, wobei allerdings die Schornsteine, Teile der Aufbauten und die Masten noch aus dem Wasser ragten, wenngleich auch in einem Winkel von etwa 45 Grad.
Das Wrack der Guépard wurde Anfang September 1943 von italienischen Bergespezialisten gehoben. Nach der Kapitulation Italiens fiel das Schiff an die Deutschen, die jedoch wenig Interesse an einer Wiederherstellung des stark beschädigten Wracks hatten. Die behelfsmäßig abgedichtete Guépard wurde schließlich am 11. März 1944 bei einem amerikanischen Luftangriff auf Toulon erneut versenkt. Die Reste des Schiffes wurden ab 1947 geborgen und vor Ort verschrottet.